# Len Lunde
Leonard Melvin Lunde (Campbell River, 13 novembre 1936 – Edmonton, 22 novembre 2010) è stato un allenatore di hockey su ghiaccio e hockeista su ghiaccio canadese.
Dopo aver militato nella National Hockey League giocò e allenò per alcune stagioni in Europa.

## Carriera

### Nordamerica
Lunde nacque a Campbell River ma iniziò a giocare a livello giovanile a Edmonton disputando tre stagioni con la maglia degli Edmonton Oil Kings. Di proprietà dei Detroit Red Wings Lunde nel 1956 esordì fra i professionisti nella Western Hockey League con gli Edmonton Flyers, arrivando fino a quota 82 punti nella stagione 1957-1958.
La stagione successiva fece il proprio esordio in National Hockey League proprio con i Red Wings, arrivando al termine della stagione 1960-1961 fino alla finale della Stanley Cup. Lunde giocò da titolare per tre anni mentre nella stagione 1961-62 giocò in prestito nella WHL ancora con i Flyers.
Nel giugno del 1962 Lunde lasciò Detroit per trasferirsi ai Chicago Blackhawks, organizzazione con cui rimase per cinque stagioni. Dopo una prima stagione trascorsa interamente in NHL Lunde passò al farm team in American Hockey League dei Buffalo Bisons, formazione per cui giocò due stagioni conquistando nel 1964 un posto nel First All-Star Team grazie ai 73 punti ottenuti in 72 partite di stagione regolare. Nelle stagioni successive giocò anche nella Central Hockey League e di nuovo nella Western Hockey League.
Nell'estate del 1967 Lunde in occasione dell'NHL Expansion Draft fu selezionato dai Minnesota North Stars, formazione con cui giocò soli sette incontri per poi il resto della stagione in American Hockey League presso i Rochester Americans conquistando la Calder Cup. Dopo un solo anno cambiò squadra trasferendosi ai Vancouver Canucks, prendendo inoltre parte nel 1970 alla prima stagione in NHL della franchigia canadese.

### Europa
Nella stagione 1971-1972 Lunde si trasferì in Finlandia dove assunse la guida dell'Ilves, club di Tampere con cui vinse il campionato nazionale nelle vesti di allenatore in campo. Nella stagione successiva fu scelto come allenatore della nazionale finlandese prendendo parte al campionato mondiale del 1973 a Mosca, concluso al quarto posto finale.
Dopo il primo ritiro Lunde ritornò in Nordamerica giocando la stagione 1973-74 nella World Hockey Association con gli Edmonton Oilers, mentre l'ultima partita disputata in carriera fu nel campionato 1979-80 con il Mora IK. Lunde concluse la carriera da allenatore dopo un'esperienza di due anni in Svezia con il Mora e il Frölunda HC. Grazie alla sua conoscenza dei campionati scandinavi Lunde fu anche scout per gli Oilers monitorando futuri giocatori della NHL come Esa Tikkanen e Jari Kurri.
Stabilitosi definitivamente a Edmonton Lunde morì nel novembre del 2010 a 74 anni di età.

## Palmarès

### Club
- Calder Cup: 1

Rochester: 1967-1968
- Campionato finlandese: 1

Ilves: 1971-1972

### Individuale
- AHL First All-Star Team: 1

1964-1965